# Manuel Santana
Manuel Martínez Santana (Madri, 10 de maio de 1938 – Marbelha, 11 de dezembro de 2021), mais conhecido como Manolo Santana foi um tenista espanhol que brilhou como amador na década de 1960 quando ganhou três dos qautro torneios de Grand Slam. Foi representante da extinta divisão de tênis do Real Madrid, quando conquistou o Torneio de Wimbledon. Foi também medalhista olímpico, nos Jogos Olímpicos da Cidade do México, em 1968, quando venceu o torneio. Participou da Copa Davis representando a Espanha de 1958 a 1970, com um breve retorno em 1973, tendo como recordes 92 vitórias e 28 derrotas.
Santana foi introduzido ao International Tennis Hall of Fame em 1984.
Santana morreu em 11 de dezembro de 2021, aos 83 anos de idade, em Marbelha.

## Finais deGrand Slam

### Simples (4 títulos)
| Resultado | Ano  | Campeonato     | Oponente           | Placar                  |
| --------- | ---- | -------------- | ------------------ | ----------------------- |
| Campeão   | 1961 | Open da França | Nicola Pietrangeli | 4–6, 6–1, 3–6, 6–0, 6–2 |
| Campeão   | 1964 | Open da França | Nicola Pietrangeli | 6–3, 6–1, 4–6, 7–5      |
| Campeão   | 1965 | U.S. Open      | Cliff Drysdale     | 6–2, 7–9, 7–5, 6–1      |
| Campeão   | 1966 | Wimbledon      | Dennis Ralston     | 6–4, 11–9, 6–4          |

### Duplas (1 título)
| Resultado | Ano  | Campeonato       | Parceiro    | Oponentes               | Placar        |
| --------- | ---- | ---------------- | ----------- | ----------------------- | ------------- |
| Campeão   | 1963 | Aberto da França | Roy Emerson | Gordon Forbes Abe Segal | 6–2, 6–4, 6–4 |